# Daga (luchador)
Miguel Ángel Olivo (Coacalco, Estado de México, 19 de junio de 1988) es un luchador profesional mexicano, más conocido por el nombre de Daga, quien trabaja actualmente en Pro Wrestling NOAH (NOAH). Es muy conocido en otras empresas como Dragon Gate, Lucha Libre AAA Worldwide (AAA), Major League Wrestling (MLW), The Crash, Lucha Underground, Impact Wrestling (IW) y entre otras empresas independientes.

## Carrera

### Circuitos Independientes (2008-2011)
DAGA debutó dentro de la lucha libre profesional en enero de 2005, su carrera comenzó en la pequeña arena Coliseo Coacalco durante un par de años se colocó entre los preferidos de la afición coacalquense, haciendo equipo y formando una de las tercias más significativas junto con Lobo Metálico y Eterno conquistó varios reconocimientos dentro del local. En el año de 2008, tras haber dado fin al conjunto conformado por Daga y Eterno, étos se vieron enfrascados en una rivalidad que culminó en una lucha de cabelleras siendo Daga el que se levantó con la victoria.
Tras haber limado asperezas con Eterno, Daga y el migraron ese mismo año a la Arena Naucalpan, después de realizar una buena actuación dentro del torneo FILL, mismo que realiza la promoción IWRG IWRG , manteniéndose entre las promociones independientes del centro del país Daga comenzó a sobresalir debido a su estilo diferente de lucha, un mix entre la lucha libre, el wrestling y el puroresu japonés Puroresu, permaneciendo el resto del año alternando sus presentaciones entre IWRG y Coliseo Coacalco.
Para el año 2009 Daga siendo uno de los pioneros del strong style dentro de la nueva generació , se integra también a las funciones realizadas dentro del coliseo de Tlalnepantla la Arena López Mateos Arena López Mateos , una arena de mucha tradición ubicada dentro del centro del país, adoptando una manera clásica de vestir como lo es un simple bañador y unas espinilleras con unos tenis como calzado, Daga decidió comenzar a adaptar la lucha clásica a su arsenal, escalando peldaños y haciendo las cosas bien comienza abrirse camino en las carteleras.
En el año 2010, Daga realiza una presentación en Coliseo Coacalco para la promotora Desastre Total Ultraviolento (DTU) y en la NWA México, una empresa pequeña dedicada a realizar lucha extrema, ese mismo día tras haber ganado una lucha denominada el marcapasos, Daga es invitado a formar parte del roster de la empresa por la directiva y personalmente por el luchador de origen hidalguense Crazy Boy, perteneciendo a esta empresa Daga realiza su primera presentación dentro del evento más grande de lucha libre La Experiencia realizado en el centro Banamex y que en dos días se dedica a presentar a las empresas del país con más renombre, teniendo como rival a su antiguo compañero Daga se involucra en un feudo en contra de él y de los maniacos agrupación liderada por el luchador de Triple A, Silver King.
El mismo año Daga se integra a las filas de la naciente empresa IWL IWL en la cual hace su debut en una lucha mano a mano contra Eterno, posterior a esto y al haber realizado su segunda presentación dentro de la misma Daga se convierte en el primer campeón de la promoción en una lucha de sillas mesas y escaleras con 10 contendientes, durante este tiempo Daga es invitado a realizar su primer try out con la empresa AAA cerrando este año de buena manera .
2011 
Daga aparece como uno de los estandartes de la empresa DTU y así mismo participa entre las promociones independientes y comienza a ser notado dentro de este circuito, para mitad de este año es cuando Daga se colocaría dentro de la mira del mundo de la lucha libre, es el 31 de julio cuando Mike el Suicida tras derrotar en varias eliminatorias a notables luchadores se convierte en el retador número uno para el campeonato que Daga ostenta y que se transformaría este mismo día en el campeonato de peso completo jr de la promotora. En una lucha que duro más de media hora y en la cual Daga y el Suicida mostraron todo su arsenal Daga retuvo el campeonato y siendo esta lucha nombrada por los medios de lucha libre como la mejor lucha de ese año, Daga comienza a despuntar como uno de los jóvenes talentos más prometedores dentro del ambiente , ese mismo año en el mes de octubre es llamado para realizar una prueba con la empresa americana WWE WWE en el palacio de los deportes y al mismo tiempo realizaría una lucha por el campeonato de la empresa independiente de lucha libre americana ROH en contra del campeón de ese entonces y el luchador número 3 del mundo Davey Richards Davey Richards.

### Asistencia Asesoría y Administración (2011-2017)
Daga tras realizar esta lucha contra Davey Richards y en la mira de los medios es invitado por la promotora AAA a realizar su segunda lucha de prueba y ya siendo uno de los finalistas del certamen Quien Pinta Para la Corona un evento hecho por la empresa para conseguir nuevos talentos y ofrecerles un contrato para entrar al elenco de esta , es en noviembre de este mismo año cuando Daga hace su tercer prueba en una lucha de televisión apareciendo como Rocco para hacer frente a la milicia al lado de Relámpago y Argenis , el siguiente mes precisamente el 3 de diciembre Daga gana como absoluto campeón en categoría de hombres el torneo de Quien Pinta Para la Corona firmando un contrato con triple A dejando a un lado las invitaciones que tenía para luchar en el extranjero . 
Daga realiza su debut dentro de la empresa AAA en febrero al lado de dos de los más grandes estrellas Cibernético y La Parka consiguiendo la victoria para su equipo , haciendo su segunda aparición en el municipio de Zumpango Daga se acredita su segunda victoria derrotando a Último Gladiador en una lucha donde varios de los monstruos de la empresa participaban es en marzo de este año cuando Daga recibe su primera oportunidad de alternar en una lucha estelar de evento para la televisión de la empresa en el cual el sufre una lesión en la mano con los tendones expuestos es llevado a atenciones médicas y con la noticia de que estaría fuera por dos meses Daga desaparece de las funciones de triple A, a su regreso consigue una victoria más y aparece en shows con la misma empresa . En junio del presente año el técnico por naturaleza cambia de bandera y después de toda su carrera decide cambiar a rudo buscando el campeonato crucero en poder de Juventud Guerrera , seguido de esto Daga es invitado a formar parte de una de las agrupaciones más populares del país los Perros del Mal Perros del Mal encabezados por el Hijo del Perro Aguayo . Daga forma parte de esta agrupación y alternando con las estrellas de la empresa se ha hecho de un nombre dentro de la lucha libre y sigue demostrando el estilo que lo ha llevado a colocarse dentro del gusto del público .
Actualmente se encuentra fuera de la empresa ya que con Pentagon jr y Garza jr se fueron de dicha empresa luego de participar del evento Guerra de Titanes, para luego aparecer en la empresa independiente The Crash

### Lucha Underground (2016-2018)
Debutó en Lucha Undergroud Daga fue visto como parte de la Tribu Reptil de Kobra Moon. Hizo su regreso en junio de 2018, durante la Guerra Azteca IV.

### Major League Wrestling (2018-2019)
El 5 de febrero de 2019, Major League Wrestling (MLW) reveló que Daga comenzaría a aparecer para su compañía de manera regular a partir de marzo de 2019. Tuvo un combate anterior para la promoción, contra Low Ki que tuvo lugar en 2018. Sin embargo, MLW liberó a Daga en junio.

### Regreso a AAA (2019-2021)
El 16 de marzo en Rey de Reyes, Daga regreso a AAA tras dos años fuera de la empresa haciendo equipo con Taya y Joe Líder como Los Perros del Mal donde cayeron derrotados ante El Nuevo Poder del Norte (Mocho Cota Jr., Carta Brava Jr. & Tito Santana) luego de abandonar el equipo. El 16 de junio en Verano de Escándalo, Daga junto con su novia Tessa Blanchard cayeron derrotados por Laredo Kid y Taya. El 6 de julio en Zapopan, Daga tuvo una oportunidad por el Campeonato Latinoamericano de AAA contra Drago, pero cayó descalificado tras usar la manopla. El 3 de agosto en Triplemanía XXVII, Daga participó en el Battle Royal por la Copa Triplemanía donde fue eliminado y ganado por Pagano. El 19 de octubre en Héroes Inmortales XIII, Daga derrotó a Drago para ganar el Campeonato Latinoamericano de AAA por primera vez.
El 24 de abril de 2021, dejó vacante el título.

### Impact Wrestling (2019-2020)
Daga hizo su debut en Impact Wrestling el 1 de febrero de 2019, donde Daga y The Latin American Xchange (Santana & Ortiz) perdieron ante The Lucha Bros (Fénix y Pentagón Jr.) y Rey Horus en una combate por equipo. El 6 de septiembre de 2019, Daga anunció que firmó un contrato con la empresa. En United We Stand, Team Lucha Underground (Daga, Aero Star, Drago y Marty The Moth Martínez) derrotaron al Team Impact (Brian Cage, Eddie Edwards, Moose y Tommy Dreamer). El 9 de agosto en Impact!, Daga y Ortiz representando a LAX, perdieron ante The North (Ethan Page y Josh Alexander) en un combate por el Campeonato Mundial en Parejas de Impact. 
En el episodio del 4 de octubre de Impact Wrestling, Daga derrotó a Chris Bey. Durante la pandemia de COVID-19 en 2020, Olivo y su novia Tessa Blanchard se quedaron en México y no aparecieron durante los siguientes meses en los shows de Impact. El 20 de octubre de 2020, se informó que fue liberado de su contrato de Impact.

### Pro Wrestling Noah (2023-presente)
Daga hizo su debut en Noah en la primera noche del Noah Star Navigation 2023 del 5 de febrero, donde se asoció con Eita, Nosawa Rongai, Chris Ridgeway y Yoshinari Ogawa para derrotar a Alejandro, Amakusa, Junta Miyawaki , Seiki Yoshioka y Yo-Hey. En Noah Majestic 2023 el 4 de mayo, se asoció con Eita para enfrentar a Chris Ridgeway y Yoshinari Ogawa, durante el combate, traicionó a Eita y se unió a Stinger en el proceso. En la quinta noche de Star Navigation del 22 de junio de 2023, se asoció con su compañero Ridgeway para derrotar a Good Looking Guys (Tadasuke y Yo-Hey), capturando el Campeonato en Parejas Peso Pesado Junior de GHC.

## En lucha
- Movimientos finales
  - Daga Suplex (Double chickenwing suplex)
  - Estilete (Modified backbreaker rack into a one-armed side slam)[12]
- Movimientos de firma
  - Backhand chop
  - Forearm smash
  - Medio Cangrejo (Single leg boston crab)
- Apodos
  - El Jefe

## Campeonatos y logros
- Asistencia Asesoría y Administración / Lucha Libre AAA Worldwide
  - Campeonato Latinoamericano de AAA (1 vez)
  - Campeonato Peso Crucero de AAA (1 vez)
  - ¿Quién Pinta Para La Corona? - Categoría Varonil (2011)

- DDT Pro-Wrestling
  - Ironman Heavymetalweight Championship (1 vez)

- International Wrestling League
  - Campeonato de Internet de IWL (1 vez)
  - Campeonato Internacional de Peso Completo Junior de IWL (1 vez)

- Lucha Underground
  - Lucha Underground Trios Championship (1 vez, último) – con Kobra Moon y Jeremiah Snake[13]

- Pro Wrestling Noah
  - GHC Junior Heavyweight Championship (2 veces)
  - GHC Junior Heavyweight Tag Team Championship (1 vez) – con Chris Ridgeway

- Xtreme Latin American Wrestling
  - Campeonato de Peso Completo Junior de X-LAW (1 vez)

- Revista Súper Luchas
  - Lucha del Año - 2011 vs. Mike Segura (IWL Extreme Reinforcements, 31 de julio)[14]
  - Lucha del Año - 2012 vs. Joe Líder y Super Crazy (DDD Debut Show, 19 de febrero)[12]

## Luchas de apuestas
| Apuesta              | Ganador | Perdedor           | Lugar                  | Ciudad                        | Fecha                   |
| -------------------- | ------- | ------------------ | ---------------------- | ----------------------------- | ----------------------- |
| Cabellera            | Daga    | Eterno             | Arena Coliseo Coacalco | Coacalco, Estado de México    | 16 de noviembre de 2008 |
| Máscara vs Cabellera | Daga    | Australian Suicide | Arena Monterrey        | Monterrey, Nuevo León, México | 2 de octubre de 2016    |